# پرووسلاو میهایلوویچ
پرووسلاو میهایلوویچ (سیریلیک صربی: Првослав Михајловић؛ ۱۳ آوریل ۱۹۲۱ – ۲۸ ژوئن ۱۹۷۸) بازیکن فوتبال اهل یوگسلاوی بود.
از باشگاه‌هایی که در آن بازی کرده‌است می‌توان به باشگاه فوتبال پارتیزان، باشگاه فوتبال سارایوو و باشگاه فوتبال ستاره سرخ بلگراد اشاره کرد.
وی همچنین در تیم ملی فوتبال یوگسلاوی بازی کرده‌است. میهایلوویچ در مسابقات بین‌المللی در مجموع برندهٔ ۱ مدال نقره شده‌است.